# Maria di Berry
Maria di Valois-Berry (1375 – Lione, giugno 1434) fu contessa consorte di Dunois, dal 1386 al 1391, poi fu contessa consorte d'Eu, dal 1393 al 1397, quindi fu duchessa consorte di Borbone, contessa consorte di Clermont, dal 1410 e contessa consorte di Forez, dal 1417 al febbraio 1434 ed infine fu duchessa d'Alvernia e contessa di Montpensier, dal 1416 alla sua morte.

## Origine
Maria, secondo Pierre de Guibours, detto Père Anselme de Sainte-Marie o più brevemente Père Anselme, era la figlia quartogenita del duca di Berry e d'Alvernia e conte di Poitiers e Montpensier, Giovanni di Francia (1340 † 1416) e della prima moglie Giovanna d'Armagnac (24 giugno 1346-1387), che, secondo i Documens historiques et généalogiques sur les familles et les hommes remarquables du Rouergue, che secondo Père Anselme, era la figlia terzogenita del Conte di Rodez, conte d'Armagnac e di Fezensac e visconte di Lomagne e d'Auvillar, Giovanni I (1306 -† 1373) e della contessa di Charolais, Beatrice di Clermont (gennaio 1311 - Rodez 25 agosto 1364), principessa di sangue reale, figlia primogenita del conte di Charolais e signore di Saint-Just, Giovanni (figlio di Roberto di Francia, figlio del re di Francia, Luigi IX il Santo) e della sua seconda moglie, Giovanna di Dargies, signora di Dargies e di Catheux.
Giovanni di Francia o di Valois era il terzo figlio del duca di Normandia, conte d'Angiò e Maine, conte di Poitiers e duca di Aquitania e re di Francia, Giovanni II il Buono e della sua prima moglie, Bona di Lussemburgo, battezzata Jutta (Jitka in ceco), che era la figlia del re di Boemia, conte di Lussemburgo e re titolare di Polonia, Giovanni I di Lussemburgo e di Elisabetta di Boemia, figlia del re di Boemia, Venceslao II e di Guta d'Asburgo. Bona di Lussemburgo era la sorella dell'imperatore Carlo IV del Sacro Romano Impero.

## Biografia
Il padre, Giovanni di Francia, era un grande collezionista di antichità, mecenate e bibliofilo.

### Primo matrimonio
Maria sposò, il 29 marzo 1386 nella Cattedrale di Saint-Étienne a Bourges, il conte di Dunois Luigi III di Blois-Châtillon, figlio del Signore di Chimay, di Guise e di Nouvion, Conte di Blois di Dunois e di Soissons e Signore d'Avesnes, Guido II di Blois-Châtillon e di Maria di Namur, figlia del marchese di Namur, Guglielmo I e della sua seconda moglie, Caterina di Savoia, signora di Vaud.
Il padre diede a Maria una dote di 70.000 franchi. I festeggiamenti in occasione delle nozze sono descritti nelle Cronache di Jean Froissart.
Maria rimase presto vedova, in quanto Luigi morì il 15 luglio 1391; Maria a Luigi non diede figli.

### Secondo matrimonio
Il 27 gennaio 1393 fu stipulato un contratto di matrimonio tra Maria e Filippo d'Artois, Connestabile di Francia e conte d'Eu. Il mese successivo al Palais du Louvre a Parigi Maria sposò Filippo d'Artois, figlio di Giovanni d'Artois, conte di Eu, e d'Isabella di Melun; lo stesso re Carlo VI di Francia pagò i festeggiamenti, mentre suo padre le diede una dote di 70.000 franchi.
Suo marito era Connestabile dal 1392. Filippo, nel 1396, iniziò la crociata e combatté al fianco del suo amico Jean le Meingre detto ("Boucicaut"), maresciallo di Francia, all'assedio di Nicopoli; nella disastrosa battaglia di Nicopoli, del 25 settembre 1396, entrambi furono catturati e Filippo morì alcuni mesi dopo in prigionia a Micalizo, (oggi Mihalıççık), in Turchia, il 15 giugno 1397.
Dopo la morte di Filippo, il corpo del marito fu riportato a Eu, la sua città natale, e Maria fece una donazione di £ 100 all'anno alla Chiesa Collegiale di Notre-Dame-et-Saint-Laurent per una messa da celebrare lì il 17 giugno di ogni anno in sua memoria.
Insieme alla cognata, Jeanne di Thouars, Maria fu nominata tutrice dei tre figli sopravvissuti.
Maria a Filippo aveva dato quattro figli:
- Carlo (1394-1472), ultimo conte d'Eu[17];
- Filippo (1395-1397);
- Bona (1396-1425), sposò in prime nozze Filippo di Borgogna-Nevers e in seconde nozze Filippo III di Borgogna[18].;
- Caterina (1397-1420), sposò Giovanni di Borbone-Carency.

### Terzo matrimonio
Di nuovo vedova, sposò in terze nozze al Palais de la Cité a Parigi il 24 giugno 1400, Giovanni I di Borbone, Duca di Borbone, Conte di Clermont e conte di Forez, che, sia secondo la Histoire du Bourbonnais et des Bourbons qui l'ont possédé, Volume 1, che secondo la Histoire généalogique et chronologique de la maison royale de France era figlio del secondo Duca di Borbone e Conte di Clermont, Luigi II e di sua moglie, la Contessa di Forez Anna d'Alvernia, che, secondo l'Extrait des registres de Parlement datato 1436, era l'unica figlia del Conte di Clermont e di Montferrand e Delfino d'Alvernia, Beraldo II e di Giovanna di Forez († 1369). Il contratto era stato firmato a Parigi il 27 maggio 1400, dopo complesse trattative.
Suo marito, Giovanni, il 12 giugno 1404, venne nominato capitano generale della Linguadoca e della Guienna; e nel 1408, Giovanni fu nominato Grand Chambrier de France.
Suo suocero, Luigi II, morì il 19 agosto 1410, a Montluçon e fu tumulato nella cappella del Priorato di Souvigny. Giovanni gli succedette, come Giovanni I e Maria divenne Duchessa consorte di Borbone e Contessa consorte di Clermont.
Suo marito, Giovanni, era stato nominato comandante delle truppe francesi nella Guienna e, nel 1415, fu al seguito del re agli assedi di Compiègne e di Arras; inoltre, nel mese di ottobre, come comandante dell'avanguardia, partecipò alla Battaglia di Azincourt, dove venne catturato dagli inglesi.
Il padre di Maria aveva convinto Carlo VI a non combattere, invece il marito di Maria combatté e fu catturato. Dopo la cattura, Giovanni venne imprigionato dagli inglesi che lo portarono in Inghilterra e non gli restituirono più la libertà.
Durante la prigionia del marito, Giovanni, il ducato venne retto da Maria, trasmettendolo quasi intatto al figlio Carlo I, nel 1429, quando Giovanni dalla prigionia intervenne con un documento che stabiliva che Carlo, conte di Clermont governasse in sua vece.
Nel settembre del 1416, sua suocera, Anna d'Alvernia, fece testamento in cui specificò che suo figlio, Giovanni, fosse l'erede universale.
Esattamente un anno dopo morì il 22 settembre 1417, a Moulins e fu inumata nella cappella del Priorato di Souvigny, accanto a suo padre, Luigi II.
Giovanni le succedette, nella contea di Forez e Maria divenne anche contessa di Forez.
Il 30 gennaio 1434, suo marito, Giovanni I, a Londra, fece testamento, in cui oltre che confermare il figlio, Carlo, come erede, chiese di essere temporaneamente sepolto a Londra nella chiesa dei frati francescani, raccomandandosi altresì che la sua salma fosse riportata a Souvigny, per poter essere tumulata vicino ai genitori. Giovanni I morì in prigionia il 5 febbraio 1434); fu sepolto nella chiesa dei Carmelitani, e in un secondo tempo, la salma fu inumata nella chiesa del Priorato di Souvigny, accanto a Maria, deceduta, anche lei nel 1434
Maria a Giovanni diede tre figli:
- Carlo (1401-1456), duca di Borbone[24][27];
- Luigi (1403-1412), conte di Forez, citato dal nonno, nel suo testamento[30];
- Luigi († 1486), conte di Montpensier, il cui contratto di matrimonio è riportato nel documento nº 5282 dei Titres de la maison ducale de Bourbon[31].

### Duchessa d'Alvernia e contessa di Montpensier
Tutti e tre i fratelli Maria erano morti prima del 1400, il che spiega la complessità dei negoziati per il suo terzo matrimonio, in quanto lei e la sorella maggiore Bona, signora di Faucigny e Contessa consorte di Rodez, contessa consorte d'Armagnac e di Fezensac, divennero eredi dei titoli del padre, Giovanni di Berry, e la cosa richiedeva il consenso reale; suo padre morì il 15 giugno 1416 e Maria divenne duchessa d'Alvernia e contessa di Montpensier il 26 aprile 1418; questi titoli furono confermati nel 1425.
Maria morì a Lione, pochi mesi dopo il marito, nel giugno del 1434 e fu tumulata nella chiesa del Priorato di Souvigny, dove fu raggiunta poco dopo dalla salma del marito.
Nel Ducato d'Alvernia, le succedette il primogenito, Carlo, mentre nella Contea di Montpensier, le succedette il figlio cadetto, Luigi.

## Ascendenza
|                        |                        |                           | Genitori                  |  |  | Nonni |  |  | Bisnonni              |  |  | Trisnonni       |  |
|                        |                        |                           |                           |  |  |       |  |  | Filippo VI di Francia |  |  | Carlo di Valois |  |
|                        |                        |                           |                           |  |  |       |  |  | Filippo VI di Francia |  |  | Carlo di Valois |  |
|                        |                        | Margherita d'Angiò        |                           |  |  |       |  |  | Filippo VI di Francia |  |  |                 |  |
| Giovanni II di Francia |                        |                           |                           |  |  |       |  |  | Filippo VI di Francia |  |  |                 |  |
|                        |                        | Giovanna di Borgogna      | Roberto II di Borgogna    |  |  |       |  |  |                       |  |  |                 |  |
|                        |                        | Giovanna di Borgogna      | Roberto II di Borgogna    |  |  |       |  |  |                       |  |  |                 |  |
|                        |                        | Giovanna di Borgogna      | Agnese di Francia         |  |  |       |  |  |                       |  |  |                 |  |
| Giovanni di Berry      |                        | Giovanna di Borgogna      |                           |  |  |       |  |  |                       |  |  |                 |  |
|                        |                        | Giovanni I di Lussemburgo | Enrico VII di Lussemburgo |  |  |       |  |  |                       |  |  |                 |  |
|                        |                        | Giovanni I di Lussemburgo | Enrico VII di Lussemburgo |  |  |       |  |  |                       |  |  |                 |  |
|                        |                        | Giovanni I di Lussemburgo | Margherita di Lussemburgo |  |  |       |  |  |                       |  |  |                 |  |
| Bona di Lussemburgo    |                        | Giovanni I di Lussemburgo |                           |  |  |       |  |  |                       |  |  |                 |  |
|                        |                        | Elisabetta di Boemia      | Venceslao II di Boemia    |  |  |       |  |  |                       |  |  |                 |  |
|                        |                        | Elisabetta di Boemia      | Venceslao II di Boemia    |  |  |       |  |  |                       |  |  |                 |  |
|                        |                        | Elisabetta di Boemia      | Giuditta di Asburgo       |  |  |       |  |  |                       |  |  |                 |  |
| Maria di Berry         |                        | Elisabetta di Boemia      |                           |  |  |       |  |  |                       |  |  |                 |  |
|                        | Bernardo VI d'Armagnac | Gerardo VI d'Armagnac     |                           |  |  |       |  |  |                       |  |  |                 |  |
|                        | Bernardo VI d'Armagnac | Gerardo VI d'Armagnac     |                           |  |  |       |  |  |                       |  |  |                 |  |
|                        | Bernardo VI d'Armagnac | Mathe di Béarn            |                           |  |  |       |  |  |                       |  |  |                 |  |
| Giovanni I d'Armagnac  | Bernardo VI d'Armagnac |                           |                           |  |  |       |  |  |                       |  |  |                 |  |
|                        |                        | Cecilia di Rodez          | Enrico II di Rodez        |  |  |       |  |  |                       |  |  |                 |  |
|                        |                        | Cecilia di Rodez          | Enrico II di Rodez        |  |  |       |  |  |                       |  |  |                 |  |
|                        |                        | Cecilia di Rodez          | Mascarose di Comminges    |  |  |       |  |  |                       |  |  |                 |  |
| Giovanna d'Armagnac    |                        | Cecilia di Rodez          |                           |  |  |       |  |  |                       |  |  |                 |  |
|                        |                        | Giovanni di Charolais     | Roberto di Clermont       |  |  |       |  |  |                       |  |  |                 |  |
|                        |                        | Giovanni di Charolais     | Roberto di Clermont       |  |  |       |  |  |                       |  |  |                 |  |
|                        |                        | Giovanni di Charolais     | Beatrice di Borbone       |  |  |       |  |  |                       |  |  |                 |  |
| Beatrice di Clermont   |                        | Giovanni di Charolais     |                           |  |  |       |  |  |                       |  |  |                 |  |
|                        |                        | Giovanna di Dargies       | Rinaldo II di Dargies     |  |  |       |  |  |                       |  |  |                 |  |
|                        |                        | Giovanna di Dargies       | Rinaldo II di Dargies     |  |  |       |  |  |                       |  |  |                 |  |
|                        |                        | Giovanna di Dargies       | Agnese di Bruyères        |  |  |       |  |  |                       |  |  |                 |  |
|                        |                        | Giovanna di Dargies       |                           |  |  |       |  |  |                       |  |  |                 |  |

### Fonti primarie
- (LA)  (FR)  Titres de la maison ducale de Bourbon
- (LA)  Baluze, Preuves de l'Histoire généalogique de la maison d'Auvergne, tome 2.
- (LA)  Preuves de l'Histoire généalogique de la maison d'Auvergne.
- (LA)  (FR)  Recueil des historiens des Gaules et de la France. Tome 23

### Letteratura storiografica
- (FR)  Histoire généalogique et chronologique de la maison royale de France, tomus I.
- (FR)  #ES Histoire du Bourbonnais et des Bourbons qui l'ont possédé, Volume 1.
- (FR)  Histoire généalogique et chronologique de la maison royale de France, tomus III.
- (FR)  Documens historiques et généalogiques sur les familles et les hommes remarquables du Rouergue.
- (FR)  Dictionnaire de la noblesse.
- (FR)  Histoire de la maison de Chastillon-sur-Marne.
- (FR) Pierre de Guibours, Histoire généalogique et chronologique de la maison royale de France, vol. 3, Paris, 1600.
- (FR) Françoise Autrand, Jean de Berry, Paris, Fayard, 2000, ISBN 978-2-213-64815-6.
- (FR) Colette Beaune e Élodie Lequain, Marie de Berry et les livres, in Anne-Marie Legaré (a cura di), Livres et lectures de femmes en Europe entre Moyen Âge et Renaissance, Turnhout, Brepols, 2007.
- Jean Froissart, Chronicles, a cura di Geoffrey Brereton, Harmondsworth, 1968.
- (FR) Raymond Cazelles e Johannes Rathofer, Les Très Riches Heures du Duc de Berry, Tournai, Renaissance du Livre, 2001, ISBN 2-8046-0582-5.
- (FR) Laurent Hablot, La ceinture Espérance et les devises des ducs de Bourbons, in F. Perrot (a cura di), Espérance, le mécénat religieux des ducs de Bourbon au XVe siècle, Souvigny, 2001.
- James H. Marrow, Art and Experience in Dutch Manuscript Illumination around 1400: Transcending the Boundaries, in Journal of the Walters Art Gallery, vol. 54, 1996.
- (FR) G. Papertiant, Note sur les Très Riches Heures du duc de Berry, in Revue des Arts, vol. 2, 1952.
- (FR) Gaston Reynaud (a cura di), Les cent ballades, Paris, 1905.
- (FR) Patricia Stirnemann e Inès Villela-Petit, Les Très Riches Heures du duc de Berry et l'enluminure en France au début du XVe siècle, Paris, Somogy, 2004, ISBN 2-85056-742-6.